# Wallichia disticha
Wallichia disticha là loài thực vật có hoa thuộc họ Arecaceae. Loài này được T.Anderson miêu tả khoa học đầu tiên năm 1869.